# Antonin Cloche
Antonin Cloche (Saint-Sever, 16 gennaio 1628 – Roma, 16 febbraio 1720) è stato un religioso francese maestro generale dell'Ordine dei predicatori.

## Biografia
Proveniente da una ricca famiglia francese entrò nell'Ordine dominicano nella provincia di Tolosa, nel 1644, nel convento dei giacobini di Saint-Sever, fondato nel 1280 da Eleonora di Castiglia, moglie di Edoardo I d'Inghilterra. Il convento, che era stato gravemente danneggiato dagli ugonotti guidati da Gabriele I di Montgomery nel 1569 e che nel 1572, era in gran parte in rovina. Frequentò il noviziato e fu ordinato sacerdote a Tolosa il 25 marzo 1651. Nel capitolo generale del giugno 1686, fu eletto all'unanimità il maestro generale, una posizione che mantenne fino alla sua morte. Cloche non lasciò alcuna importante opera accademica scritta, ma un gran numero di lettere indirizzate ai suoi fratelli dell'Ordine durante gli anni del suo governo, promuovendo lo studio delle Sacre Scritture e gli scritti di San Tommaso d'Aquino, studi che conobbero un invigorimento negli ultimi anni del XVII secolo.
Inoltre nelle sue lettere ha incoraggiato la consultazione e la conservazione degli antichi manoscritti e documenti che i conventi dell'Ordine conservavano nei loro archivi per procedere alla stesura di una nuova storia dell'ordine. Come risultato di questo sforzo, a lungo termine appariranno tre opere fondamentali: la biblioteca di autori domenicani, Scriptores ordinis praedicatorum, diretta da Jacques Quétif e Jacques Échard, Parigi, 1719-1810 (3 volumi); la raccolta delle bolle papali di Tomás Ripoll, pubblicata con la collaborazione di Antonin Brémond in otto volumi tra il 1729 e il 1740.
Sotto il magistero di Juan Tomàs de Rocaberti e di Antonio de Monroy fu l'inviato ufficiale del Maestro presso il Regno di Francia.
Nel 1686 venne eletto all'unanimità maestro generale dell'Ordine dei predicatori. Come Maestro Generale, ha rivisto le regole e le costituzioni delle monache dell'Ordine di San Domenico.
Morì a Roma il 16 febbraio 1720.